# Rajalamp
Rajalamp är en sjö i Falu kommun i Dalarna och ingår i Gavleåns huvudavrinningsområde.